# Oberea erythrocephala
Oberea erythrocephala é uma espécie de insetos coleópteros polífagos pertencente à família Cerambycidae.
A autoridade científica da espécie é Schrank, tendo sido descrita no ano de 1776.
Trata-se de uma espécie presente no território português.